# パフラヴィー語
中期ペルシア語（ちゅうきペルシアご）またはパフラヴィー語（パフラヴィーご）は、主に3世紀から7世紀にかけてのペルシア語（主に文語）を指す呼称である。サーサーン朝ペルシアの公用語として、碑文やゾロアスター教の文献などに用いられた。また、マニ教の文献にも用いられた。

## 概要
インド・イラン語派イラン語群西部方言に分類され、古代ペルシア語の直系である。しかし、古代ペルシア語にあった名詞や動詞の活用などは著しく簡略化され、発音・文法に関しても近代ペルシア語にはるかに近い。
文字資料が多く書かれるようになったのはサーサーン朝末期で、現存する文字資料にはサーサーン朝滅亡後のイスラム時代に成立したものも多い。

## 言語名
中期ペルシア語は歴史的には「パフラヴィー語」と呼ばれてきたが、「パフラヴィー」あるいは「パフラヴ」とは「パルティア」（パルサワ）が転訛したものであり、「パフラヴィー語」は本来はアルサケス朝の言語でペルシア語とは系統の異なるパルティア語を指した呼称である。しかし、後にアルサケス朝の言語に関する知識はほとんど忘れ去られて「パフラヴィー語」は漠然と古語を指すようになり、文字資料が多く作成されるようになったサーサーン朝末期やその後のイスラム時代にはサーサーン朝時代の文語ペルシア語を意味するようになった。一方、マニ教文献では「パフラヴィー語」は本来のパルティア語の意味で使われている。
「パフラヴィー語」という名称は、パフラヴィー朝との連想から避けられる場合もある。
「中世ペルシア語」と呼ばれることもあるが、歴史区分としての中世とは異なっており、適切な名称とは言い難い。

## 文字
パフラヴィー語の表記にはアラム文字の変形であるパフラヴィー文字を用いるが、アラム文字はもともとセム語用の文字でイラン語の表記を想定していない上に、この時代の文字なので以下のようなさまざまな不具合があり、解読が困難を極める。
- 母音を表記できない。アラム文字が元々使われていたセム語派の言語では、子音のみで単語のおおよその意味が決まり、母音のパターンもある程度定まっているのであまり不都合は無いのだが、非セム語系のパフラヴィー語では問題となる（この問題はアラビア文字表記による近代ペルシア語でも同様であるが）。
- 違う文字でも形が似通っており、また一つの文字がいくつもの音を表す。これは当時紀元前後のハトラ文字（英語版）やパルティア語といったイラン、メソポタミア地方で使用されていた他のアラム文字系の諸文字でも顕著な現象である。それぞれの文字の書体が時代や地域的な変化によって、本来異なる音価をもっていたはずの文字同士が、書き方がいくつかの系統に収斂してしまったと考えられる。（この問題についてはアラム文字も参照）。なお、文字の収斂は時代が下るにつれ更に進行していった。
- 単語をパルティア語などでの古い綴りのままの表記、あるいは古い綴りであると想定・再現したと思われる擬古的な表記をしつつ、読む時にはパフラヴィー語の発音で読むといった事も行われた。
- アラム語の単語を綴ってこれをパフラヴィー語で訓読や送りがなをつけるという事が非常に多く行われた。

このような不具合があって解読が難しいため、パフラヴィー語の実際の発音を知るために、同じアラム系文字でもより表音的に書かれたマニ教系中期ペルシア語文献との比較による再建が行われている。

## パフラヴィー語の文献
- ブンダヒシュン（7世紀以降のen:Islam in Iran）
- デーンカルド（10世紀頃）
- メーノーグ・イー・フラド